# Distrito de Hinterrhein

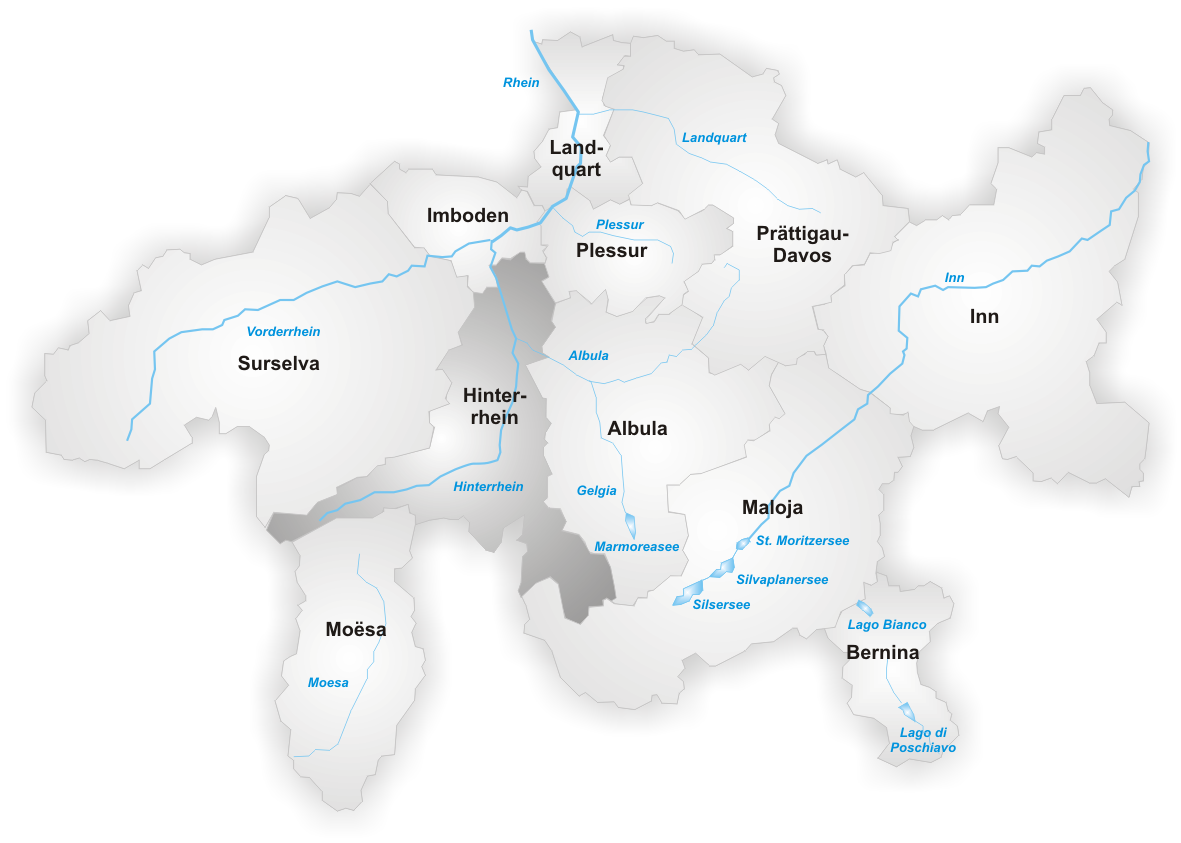
O antigo distrito de Hinterrhein

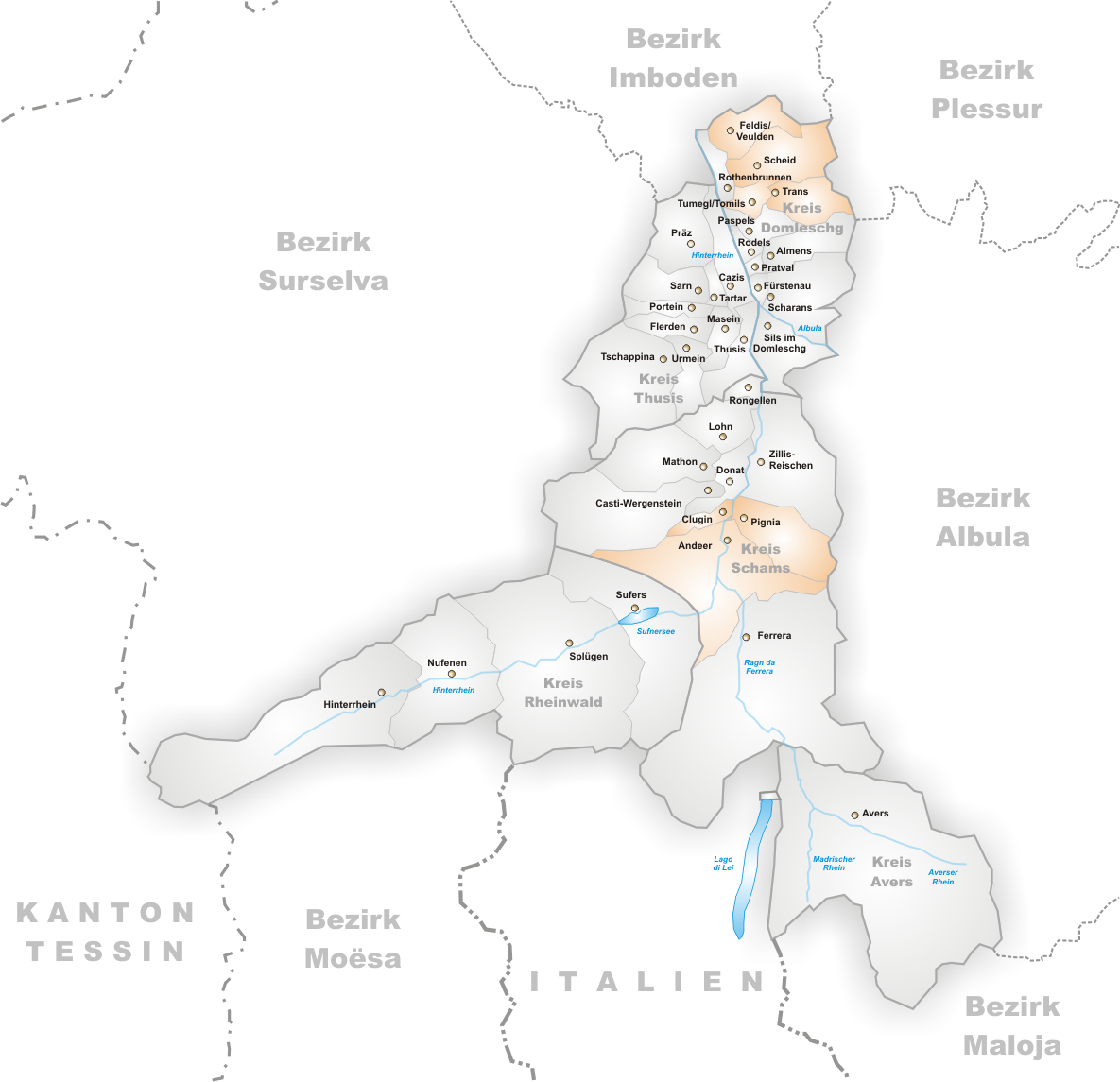
As comunas do antigo distrito

O distrito de Hinterrhein (romanche: Rain Posteriur, italiano: Reno Posteriore) foi um dos 11 distritos do cantão de Grisões na Suíça. Tinha um área de 617,67 km2 e uma população de 12,596 (em dezembro de 2009). 
Foi substituído pela Região de Viamala em 1 de janeiro de 2016, como parte de uma reorganização territorial do Cantão.

## Antiga composição
Era formado por 5 círculos comunais (Kreis) e 28 comunas:

### Círculo comunal de Avers
- Avers

### Círculo comunal de Domleschg/Tumleastga
- Almens
- Fürstenau
- Paspels
- Pratval
- Rodels
- Rothenbrunnen
- Scharans
- Sils im Domleschg
- Tomils

### Círculo comunal de Rheinwald
- Hinterrhein
- Nufenen
- Splügen
- Sufers

### Círculo comunal de Schams
- Andeer
- Casti-Wergenstein
- Donat
- Ferrera
- Lohn
- Mathon
- Rongellen
- Zillis-Reischen

### Círculo comunal de Thusis
- Cazis
- Flerden
- Masein
- Thusis
- Tschappina
- Urmein

## Línguas
| Línguas do distrito de Hinterrhein, GR |            |             |
| Línguas                                | Censo 2000 | Censo 2000  |
| Línguas                                | Número     | Porcentagem |
| Alemão                                 | 10,909     | 85.5 %      |
| Romanche                               | 728        | 5.7 %       |
| Italiano                               | 301        | 2.4 %       |
| TOTAL                                  | 12,758     | 100 %       |